# Villa Paradiso (Messina)
Villa Paradiso, o il Paradiso, è una villa all'ingresso di Messina che il barcellonese Raimondo Marquett (1641 - 1681) fece costruire lungo la riviera dello Stretto su di un podere che aveva acquistato alle pendici dei monti Peloritani, nella contrada di Belviso su cui, dal 1648, era duca per volere del re Filippo IV di Spagna.
Il luogo godette di un notevole prestigio: i viceré che si recavano a Messina e altri ospiti illustri della famiglia Marquett (Marchetti) de Guevara vi si fermavano volentieri prima dell'ingresso in città. Secondo un'ipotesi dell'erudito gesuita Placido Samperi (1644-?), la villa è all'origine del toponimo della località omonima in cui sorge. Un'altra ipotesi, invece, propende per far derivare il toponimo della località dal 2005 parte della V Circoscrizione di Messina dall'oratorio oggi scomparso della Madonna del Paradiso. Ciò che è certo è che tra il 1890 e il 1949 la località Paradiso venne addirittura servita dalla tranvia Messina-Barcellona della SATS, elettrificata nel 1917 fino a Granatari e Torre Faro.

## Descrizione
La villa, di architettura notevole, contava centinaia di stanze ed era un «edificio sfarzoso, con galleria veramente regale e un importante museo»
Al suo interno, villa Paradiso conservava diverse meraviglie storiche, naturalistiche e artistiche, tra libri e opere d'arte, organizzate come in una wunderkammern che la accostavano alle altre importanti raccolte peloritane di meraviglie tra Cinque e Settecento: quelle del matematico Francesco Maurolico, quelle della galleria del principe Antonio Ruffo, nonché il casino di delizia del giureconsulto Giuseppe Bottone. 
Tra i cimeli conservati a villa Paradiso figuravano «gli oggetti più disparati, insoliti e preziosi: dattiloteche, medaglieri, fossili, resti preistorici, iscrizioni, apparati liturgici, strumenti astronomici, argenti, vasi, sigilli, ecc.»
All'esterno della villa si estendeva un giardino dotato di numerose fontane e orti e, secondo Samperi, di «artificiose spalliere di mortine, di gelsomini, di limoni, di arangi e per l'abbondanza di ottimi frutti» la villa meritò il soprannome di Paradiso.

## Nella cultura di massa
Himera, dello scrittore locale Nando Romano, è un romanzo che prende spunto dalla wunderkammer della villa e ruota intorno al Signor Paradiso, soprannome del personaggio di Raimondo Marquett.